# Brandon (Manitoba)
Brandon es la segunda ciudad más grande de Manitoba, Canadá, y está situada en la zona suroeste de la provincia. Brandon es la ciudad más grande en la región de Westman. La ciudad está situada a lo largo del río Assiniboine. El Spruce Woods Provincial Park y Shilo CFB están a una distancia relativamente corta hacia el sureste de la ciudad. El lago Minnedosa está a sólo media hora hacia el norte.

## Historia
Antes de la llegada de personas provenientes del este de Canadá, el área alrededor de Brandon fue utilizado sobre todo por el pueblo sioux, los Bungays, los Quills amarillos, y los Colas de Aves. En la década de 1870 y principios de 1880, el bisonte de las llanuras era casi en su totalidad aniquilado por la caza indiscriminada. Con la destrucción de su sustento para la vida, el búfalo, los nómadas de los Sioux hicieron un acuerdo para instalarse en reservas, tales como la Nación Sioux del valle de Dakota, o para abandonar la zona por completo.
Los Franco-canadienses también pasaron por el área en barcos por el río en su camino hacia la bahía de Hudson, Fort Ellice localizada cerca de la actual Saint-Lazare, Manitoba. La ciudad de Brandon recibe su nombre del sur de la ciudad, Blue Hills, que lleva el nombre de un puesto de comercio de la bahía Hudson conocido como Brandon House, que debe su nombre a una colina en una isla en la bahía de James, donde el capitán James había anclado su navío en 1631.

## Geografía
Brandon se encuentra ubicado en las coordenadas 49°50′32″N 99°57′43″O / 49.84222, -99.96194. Según Statistics Canada, la localidad tiene un área total de 465,16 km² (179,6 mi²).

### Clima
| Parámetros climáticos promedio de Brandon (1981–2010)            | Parámetros climáticos promedio de Brandon (1981–2010) | Parámetros climáticos promedio de Brandon (1981–2010) | Parámetros climáticos promedio de Brandon (1981–2010) | Parámetros climáticos promedio de Brandon (1981–2010) | Parámetros climáticos promedio de Brandon (1981–2010) | Parámetros climáticos promedio de Brandon (1981–2010) | Parámetros climáticos promedio de Brandon (1981–2010) | Parámetros climáticos promedio de Brandon (1981–2010) | Parámetros climáticos promedio de Brandon (1981–2010) | Parámetros climáticos promedio de Brandon (1981–2010) | Parámetros climáticos promedio de Brandon (1981–2010) | Parámetros climáticos promedio de Brandon (1981–2010) | Parámetros climáticos promedio de Brandon (1981–2010) |
| Mes                                                              | Ene.                                                  | Feb.                                                  | Mar.                                                  | Abr.                                                  | May.                                                  | Jun.                                                  | Jul.                                                  | Ago.                                                  | Sep.                                                  | Oct.                                                  | Nov.                                                  | Dic.                                                  | Anual                                                 |
| ---------------------------------------------------------------- | ----------------------------------------------------- | ----------------------------------------------------- | ----------------------------------------------------- | ----------------------------------------------------- | ----------------------------------------------------- | ----------------------------------------------------- | ----------------------------------------------------- | ----------------------------------------------------- | ----------------------------------------------------- | ----------------------------------------------------- | ----------------------------------------------------- | ----------------------------------------------------- | ----------------------------------------------------- |
| Temp. máx. abs. (°C)                                             | 8.3                                                   | 15.0                                                  | 25.6                                                  | 36.0                                                  | 38.5                                                  | 42.2                                                  | 43.3                                                  | 41.1                                                  | 37.8                                                  | 32.5                                                  | 22.2                                                  | 14.4                                                  | 43.3                                                  |
| Temp. máx. media (°C)                                            | -10.5                                                 | -7.1                                                  | -0.3                                                  | 11.2                                                  | 18.7                                                  | 23.3                                                  | 26.0                                                  | 25.6                                                  | 19.3                                                  | 10.9                                                  | -0.3                                                  | -8.1                                                  | 9.1                                                   |
| Temp. media (°C)                                                 | −16.5                                                 | −13.2                                                 | -5.9                                                  | 4.5                                                   | 11.4                                                  | 16.6                                                  | 19.2                                                  | 18.2                                                  | 12.2                                                  | 4.6                                                   | -5.4                                                  | -13.6                                                 | 2.7                                                   |
| Temp. mín. media (°C)                                            | -22.4                                                 | -19.2                                                 | -11.4                                                 | -2.3                                                  | 4.0                                                   | 9.9                                                   | 12.3                                                  | 10.8                                                  | 5.0                                                   | -1.8                                                  | -10.5                                                 | -19.1                                                 | -3.7                                                  |
| Temp. mín. abs. (°C)                                             | -46.1                                                 | -46.7                                                 | -43.9                                                 | -27.8                                                 | -13.9                                                 | -3.9                                                  | 0.0                                                   | -3.3                                                  | -11.7                                                 | -26.5                                                 | -40.6                                                 | -43.0                                                 | -46.7                                                 |
| Precipitación total (mm)                                         | 17.9                                                  | 13.1                                                  | 24.7                                                  | 24.9                                                  | 56.5                                                  | 79.6                                                  | 68.2                                                  | 65.5                                                  | 41.9                                                  | 29.3                                                  | 18.9                                                  | 21.3                                                  | 461.7                                                 |
| Lluvias (mm)                                                     | 0.1                                                   | 1.2                                                   | 8.0                                                   | 16.3                                                  | 52.1                                                  | 79.6                                                  | 68.2                                                  | 65.5                                                  | 41.6                                                  | 23.6                                                  | 3.8                                                   | 1.0                                                   | 360.8                                                 |
| Nevadas (cm)                                                     | 17.6                                                  | 11.9                                                  | 16.9                                                  | 8.4                                                   | 4.5                                                   | 0.0                                                   | 0.0                                                   | 0.0                                                   | 0.3                                                   | 5.7                                                   | 15.1                                                  | 20.4                                                  | 100.8                                                 |
| Días de precipitaciones (≥ 0.2 mm)                               | 8.5                                                   | 6.5                                                   | 7.0                                                   | 5.5                                                   | 8.5                                                   | 11.4                                                  | 8.9                                                   | 8.7                                                   | 7.0                                                   | 6.7                                                   | 6.6                                                   | 8.3                                                   | 93.7                                                  |
| Días de lluvias (≥ 0.2 mm)                                       | 0.04                                                  | 0.48                                                  | 1.5                                                   | 3.5                                                   | 7.9                                                   | 11.4                                                  | 8.9                                                   | 8.7                                                   | 6.9                                                   | 5.2                                                   | 1.1                                                   | 0.35                                                  | 56.0                                                  |
| Días de nevadas (≥ 0.2 cm)                                       | 8.5                                                   | 6.1                                                   | 5.7                                                   | 2.3                                                   | 0.67                                                  | 0.0                                                   | 0.0                                                   | 0.0                                                   | 0.11                                                  | 1.8                                                   | 5.7                                                   | 8.0                                                   | 38.8                                                  |
| Horas de sol                                                     | 99.3                                                  | 131.3                                                 | 180.2                                                 | 234.6                                                 | 272.7                                                 | 271.9                                                 | 306.6                                                 | 300.0                                                 | 210.6                                                 | 163.5                                                 | 96.3                                                  | 91.6                                                  | 2358.5                                                |
| Fuente: Environment Canada (bright sunshine recorded at airport) |                                                       |                                                       |                                                       |                                                       |                                                       |                                                       |                                                       |                                                       |                                                       |                                                       |                                                       |                                                       |                                                       |

## Demografía
De acuerdo al censo de 2006, había 41 511 habitantes en Brandon y 48 256 habitantes en la aglomeración censal de Brandon (CA por sus siglas en inglés). Brandon es la segunda ciudad más poblada de Manitoba, y la 64° más grande del país. La Municipalidad regional de Cornwallis, incluyendo el área urbana no incorporada de Shilo CFB-BFC, las Municipalidades Regionales de Whitehead, y Elton, todas forman la Aglomeración Censal de Brandon.
La mayoría de los habitantes de Brandon son de ascendencia europea. El 9,8% de los ciudadanos de Brandon se identifican como pertenecientes a las Primeras Naciones, y el 4,0% son parte de una minoría visible. Aunque el inglés es la lengua materna predominante en la mayoría de la gente en Brandon (90%), unos 600 ciudadanos o 1,5% reclaman el francés como parte de su primera lengua. Sin embargo el 8,9% de las personas dentro de la ciudad claman algún otro idioma además del francés o el inglés como lengua materna.
Durante el censo de 2011, se vio un pequeño aumento de la población, dando un resultado de 46.061 habitantes, un aumento del 11.0 %.
La Demografía de Brandon ha ido cambiando con una población cada vez mayor de inmigrantes debido al importe de Maple Leaf de inmigrantes trabajadores provenientes de China, Etiopía, Ucrania y América Latina. De 2004 a 2009 la planta atrajo a más de 1.700 inmigrantes a trabajar para la compañía.